# Sdr. Omme Fængsel
Sdr. Omme Fængsel, tidligere kaldet Statsfængslet ved Sdr. Omme er et åbent fængsel, som blev indviet i 1933 og ligger 2 km sydøst for Sdr. Omme. Her har bl.a. byggeentreprenøren Kurt Thorsen afsonet sin straf.
Fængslet modtager mandlige dømte fra Storkøbenhavn og Jylland. Det har plads til 188 indsatte, hvoraf størstedelen er i fængslets fællesafdelinger. De resterende 22 pladser er i fængslets halvåbne afdeling. Desuden har fængslet en behandlingsafdeling for stofmisbrugere med plads til 15 indsatte.
Fængslet har et bredt beskæftigelsestilbud til sine indsatte, ligesom de også har mulighed for undervisning.
55°49′54.67″N 8°55′14.38″Ø / 55.8318528°N 8.9206611°Ø